# Museo archeologico nazionale di Palestrina
Het Museo archeologico nazionale di Palestrina (Nederlands: Nationaal Archeologisch Museum van Palestrina, ook bekend als Museo archeologico prenestino, is een archeologisch museum dat is gehuisvest in het Palazzo Colonna Barberini in Palestrina, het Romeinse Praeneste. Het palazzo staat op de bovenste terrassen van de oude tempel van Fortuna Primigenia, een belangrijk heiligdom uit de Romeinse oudheid. Het heiligdom en het museum worden sinds 2014 beheerd door het ministerie van Cultureel Erfgoed en Activiteiten.

## Beschrijving
De bezoekroute begint in de tentoonstellingszalen aan de linkerkant van de entreeruimte. In zaal I zijn beelden te zien van de cultus van de godin Fortuna, aan wie het heiligdom van Fortuna Primigenia was gewijd. Er staat een standbeeld van Isis Fortuna, afkomstig uit het Iseum ofwel Isistempel nabij de basilica op het forum van Praeneste. Het beeld stamt uit de 2e eeuw v.Chr. en is uit grijs marmer van Rhodos gehouwen. Verder is hier het hoofd van Fortuna te zien, dat waarschijnlijk toebehoorde aan het cultusbeeld in de tempel. Het hoofd werd gevonden in de put op het bovenste terras.
In de zalen II en III zijn sculpturen uit het Hellenistische tijdperk van de stad te zien, waaronder een gesluierd vrouwenhoofd bestaande uit twee verschillende stukken marmer, portretten uit het Republikeinse tijdperk en marmeren sokkels met inscripties.
In zaal IV is een kopie te zien van de Fasti Praenestini, een in marmer gebeitelde Romeinse kalender van Romeinse festivals die tussen het jaar 6 en 10 ten tijde van keizer Augustus door grammaticus Verrius Flaccus werd ontwikkeld. Deze kalender bevond zich op het forum van Praeneste, waar in 1770 en 1864 fragmenten van de kalender werden teruggevonden. Het origineel bevindt zich in het Museo Nazionale Romano in Rome. Verder staan hier twee Romeinse zonnewijzers tentoongesteld.
In zalen V en VI staan sculpturen uit het Romeinse Keizerrijk, waaronder een aan de goddelijke Augustus gewijd altaar en een reliëf van de triomftocht van van keizer Trajanus. Zalen VII en VIII zijn gewijd aan Romeinse inscripties.
Op de eerste verdieping zijn onder andere grafgiften uit stadsnecropolissen en Romeins metaalwerk uit Praeneste tentoongesteld. Te zien zijn bronzen spiegels en cistae, ronde metalen opbergkisten die werden gebruikt voor het opbergen van talloze artikelen, waaronder boeken, make-up, juwelen en geld. Het Nederlandse woord kist is van het Latijnse cista afgeleid. De centrale zaal XII op de eerste verdieping toont voorbeelden van Romeins vloerwerk, waaronder een vloer in opus scutulatum uit de tempel, die uit het einde van de 2e eeuw v.Chr. of het begin van de 1e eeuw v.Chr. stamt.
Op de tweede verdieping is het beroemde Nijlmozaïek van Palestrina uit de 2e eeuw v.Chr. te zien. In dezelfde ruimte staan twee obeliskfragmenten uit de tijd van keizer Claudius, die oorspronkelijk mogelijk in dezelfde hal hebben gestaan waar het Nijlmozaïek lag. Verder staat hier een maquette van het heiligdom van Fortuna Primigenia.